# Stanley Bacon
Stanley Vivian Bacon (* 13. August 1885 in Camberwell; † 13. Oktober 1952 in Streatham) war ein britischer Ringer und Olympiasieger bei den Olympischen Sommerspielen 1908 im freien Stil im Mittelgewicht.

## Werdegang
Stanley Vivian Bacon stammt aus dem Süden Englands. Er begann als Jugendlicher mit dem Ringen im damals in England üblichen freien Stil. Stanley gewann im Zeitraum von 1910 bis 1925 insgesamt achtmal die britische Meisterschaft vom Leicht- bis zum Schwergewicht.
1908 qualifizierte er sich für die Olympischen Spiele in London. Dort startete er im freien Stil im Mittelgewicht und gewann mit vier Siegen die Goldmedaille. Im Endkampf besiegte Stanley seinen Landsmann George de Relwyskow, der vorher schon die Goldmedaille im Leichtgewicht gewonnen hatte. 1911 soll Stanley auch beim Festival of Empire in London, einem Vorläufer der Commonwealth Games, gewonnen haben.
Bei den Olympischen Spielen 1912 in Stockholm musste Stanley in dem für ihn ungewohnten griech.-röm. Stil starten, weil keine Wettkämpfe im freien Stil stattfanden. Er kam in diesem Stil nicht zurecht und schied in der mit 37 Ringern sehr stark besetzten Mittelgewichtsklasse nach zwei Niederlagen unplatziert aus.
Schließlich startete Stanley mit 35 Jahren auch noch bei den Olympischen Sommerspielen 1920 in Antwerpen. Er konnte hier zwar wieder im freien Stil antreten, schied aber nach einer Niederlage aus und wurde auf den 11. Platz gesetzt.
Stanley Vivian Bacon betätigte sich ab ca. 1910 auch als Ringertrainer bei den Pfadfindern. Einer seiner besten Schüler war Stanley Bissell, der in den 1930er Jahren einer der besten englischen Freistilringer war.

## Internationale Erfolge
(OS = Olympische Spiele, F = freier Stil, GR = griech.-röm. Stil, Mi = Mittelgewicht, damals bis 73 kg/75 kg Körpergewicht)
- 1908, Goldmedaille, OS in London, F, Mi, mit Siegen über A. Coleman, H. Chenery, Frederick Beck u. George de Relwyskow, alle Großbritannien;
- 1911, 1. Platz, „Festival of the Empire“ in London;
- 1912, unpl., OS in Stockholm, GR, Mi, nach Niederlagen gegen Alfred Asikainen u. Fridolf Lundsten, bde. Finnland;
- 1920, 11. Platz, OS in Antwerpen, F, Mi, nach einer Niederlage gegen Angus Frantz, USA